# Abnutzung
Abnutzung entsteht unter anderem durch wiederholte und dauerhafte Nutzung/Gebrauch von Produkten, insbesondere von Gebrauchsgegenständen, wodurch eine Wertminderung eintritt. Aber auch Alterung zählt zu den Abnutzungserscheinungen, welche auch bei Nichtgebraucht auftritt.

## Allgemeines
In der einschlägigen Fachliteratur werden neben dem Begriff der Abnutzung als Ursache für die Abnutzung Alterung, Materialermüdung, Verschleiß und Korrosion genannt. Gemäß DIN 31051 (2019-06) wird unter der Abnutzung der Abbau des Abnutzungsvorrats verstanden, welcher durch chemische, biologische bzw. physikalische Vorgänge hervorgerufen wird. Die Veränderung der Abnutzung über die Zeit wird über den Abnutzungsverlauf visualisiert.

## Arten
Man unterscheidet zwischen der regulären und der außergewöhnlichen Abnutzung. Während die reguläre Abnutzung durch wiederholte und dauerhafte Benutzung entsteht, tritt die außergewöhnliche Abnutzung mehr oder weniger durch Zufall auf. Das kann einerseits durch externe Einflüsse (Naturkatastrophen) oder andererseits durch interne Einflüsse (Überbelastung oder Fehlbedienung von Maschinen) eintreten. Die reguläre Abnutzung ist im Prinzip vorhersehbar, die außergewöhnliche dagegen nicht.

## Recht
Gemäß § 434 Abs. 1 BGB ist die Kaufsache frei von Sachmängeln, wenn sie bei Gefahrübergang die im Kaufvertrag vereinbarten Eigenschaften aufweist. Ansonsten ist die Sache ohne vertragliche Vereinbarung frei von Sachmängeln, wenn sie sich für die nach dem Vertrag vorausgesetzte Verwendung eignet oder wenn sie sich für die gewöhnliche Verwendung eignet und eine Eigenschaft aufweist, die bei Sachen der gleichen Art üblich ist und die der Käufer nach der Art der Sache erwarten kann. Abnutzung oder Verschleiß durch gewöhnlichen und bestimmungsgemäßen Gebrauch nach Lieferung sind daher kein Mangel, erst recht nicht der Missbrauch durch Fehlbedienung. Deshalb unterscheidet man im Gewährleistungsrecht zwischen natürlicher Abnutzung durch vertragsgerechten Gebrauch und unsachgemäßem Gebrauch, bei beiden handelt es sich um Abnutzungserscheinungen und nicht um Sachmängel. Gemäß § 443 BGB muss der Hersteller oder Verkäufer aus einer abgegebenen Haltbarkeitsgarantie die während ihrer Geltungsdauer auftretenden Sachmängel auf eigene Kosten beheben.
Schwieriger fällt der Nachweis von Sachmängeln, die durch intensive vertragsgerechte Benutzung entstehen und diese intensive Benutzung bei den Eigenschaften der Sache vorgesehen ist (Verschleißteile). Der Ausschluss der Gewährleistung für Verschleißteile ist gemäß § 309 Nr. 8b aa BGB nichtig. In diesem Zusammenhang taucht die Rechtsfrage der Obsoleszenz und der geplanten Obsoleszenz im Hinblick auf die Lebensdauer von Produkten auf. Die zweijährige Gewährleistung des Herstellers/Verkäufers beim Verbrauchsgüterkauf (§ 475 Abs. 2 BGB) in Form der Sachmängelhaftung ist jedenfalls keine Garantie oder Haltbarkeitsgarantie, denn Abnutzung oder Verschleiß sind im Regelfall kein Tatbestand der Sachmängelhaftung. Erweisen sich jedoch Abnutzung oder Verschleiß als mängelbedingt, liegt ein Sachmangel vor. Dazu muss das Produkt bei Lieferung negativ von der üblichen Beschaffenheit gleichartiger Produkte abweichen.
Im Mietrecht wird die Abnutzung als „Veränderungen oder Verschlechterungen der gemieteten Sache“ bezeichnet (§ 538 BGB). Entstehen diese durch vertragsgemäßen Gebrauch, muss sie der Mieter nicht erstatten, weil sie durch die Miete abgegolten ist. Auch bei der Leihe (§ 602 BGB), dem Nießbrauch (§ 1050 BGB) und für den Vorerben (§ 2132 BGB) ist die durch ordnungsmäßige Benutzung ausgelöste Abnutzung vom Eigentümer zu tragen.

## Wirtschaft
In der Betriebswirtschaftslehre wird zwischen gebrauchsbedingter und natürlicher (zeitablaufbedingter) Abnutzung unterschieden. Umstritten ist hierbei, ob die Korrosion eine gebrauchsbedingte oder eine natürliche Abnutzung darstellt. Sie verschlechtert zunächst nicht die qualitative Leistungsfähigkeit der Geräte. Wird jedoch die Leistungsfähigkeit beeinträchtigt, sind die Geräte durch Wartung oder Instandhaltung wiederherzustellen.

## Steuern
Abnutzbare Anlagegüter unterliegen der Absetzung für Abnutzung (AfA) gemäß § 4 Abs. 6 EStG, nicht abnutzbare (Grund und Boden, Wertpapiere, Waren, Forderungen) dagegen nicht (hierfür gibt es die Teilwertabschreibung).